# パラレルコンストラクション
パラレルコンストラクション（英語: Parallel construction）は、警察等の捜査機関が行う捜査手法の一つで、ある何らかの秘匿したい捜査方法Aを隠すためにあたかも別の捜査方法Bでのみ捜査したかのように見せかけることを言う。この捜査手法には、違法捜査を隠ぺいしてしまう可能性があるなどの透明性の欠如、監視プログラムなどが秘匿され市民のプライバシーが侵害される可能性など複数の問題が指摘されている。ロイターが2013年に入手した文書でこの捜査手法が明らかとなった。

## 概要
警察等の捜査機関が違法であったりその他何かしらの理由で秘匿したい極秘のプログラムや機器等を用いた捜査方法(捜査方法A)を用いて犯罪行為等を特定した場合に、合法的で一般的な捜査方法(捜査方法B)を用いて平行して証拠等を収集し、合法的で一般的な捜査方法(捜査方法B)での捜査結果や証拠等のみで犯罪行為等を裁判にかける。これにより秘匿したい捜査方法(捜査方法A)を公開することなく犯罪を立証することが可能となる。
ただし、この手法には、違法な可能性のある監視プログラム等が捜査方法Aによって極秘に使われ続けてしまうことや、市民のプライバシーがいつの間にか侵害される可能性がある等複数の問題が指摘されている。